# Lepidozona scabricostata
Lepidozona scabricostata är en blötdjursart som först beskrevs av Carpenter 1864.  Lepidozona scabricostata ingår i släktet Lepidozona och familjen Ischnochitonidae. Inga underarter finns listade i Catalogue of Life.